# Мунджон (ван Чосона)
Мунджон (кор. 문종, 文宗, Munjong) — 5-й ван корейского государства Чосон, правивший в 1450—1452 годах. Имя — Хян (кор. 향, 珦, Hyang). Второе имя — Хвиджи.
Посмертные титулы — Консун-тэван, Сонхё-тэван.

## Жизнеописание
Был старшим сыном Седжона Великого, наследовал престол, но через два года заболел и умер, и ему на смену пришёл сын, Танджон, который правил до 1455, а потом был смещён своим дядей, сослан и позже убит.
Всё важное, что совершил Мунджон, относится к периоду, когда он был ещё кронпринцем, с 1421 по 1450. С 1442 служил регентом, заботился о государственных делах. История династии приписывает ему изобретение манометра.
Имел 11 жён и 8 детей.